# Молодий Вадим Аміадович
Вадим Аміадович Молодий (рос. Молодый Вадим Амиадович; нар. 4 червня 1947, Москва) — російський поет, есеїст, видавець.

## Життєпис
Закінчив Другий московський медичний інститут ім. М.I. Пирогова. Лікар-психіатр,  юнгіанський аналітик. Був співробітником і автором щомісячника «Совершенно секретно», вів на московському телебаченні передачі "З майстерні художника".
Внук фізика Трохима Кононовича Молодого, племінник розвідника Конона Трохимовича Молодого.
У 1990 р. Вадим Молодий виїхав до США, і оселився в Чикаго,  штат Іллінойс, звідки повернувся на батьківщину через 27 років (у 2017 р.).
|  | Как мысь бежит по лапчатым ветвям, скрываясь от бездушного прицела, как воин хана, мчащий по степям, в награду ждет нетронутое тело, как Ярославна плачет над рекой, как Игорь-князь зализывает раны, так серым волком я меняю страны, в надежде тщетной обрести покой… Вадим Молодий |

Головний редактор і автор альманахів «Слова, слова, слова - 1». — М..: Водолей, 2014. — 504 с. ISBN 978-5-91763-224-7) та «Слова, слова, слова - 2». — М..: Водолей, 2014. — 504 с. ISBN 978–5–91763–279–7. 
Перебував редактором і був серед авторів альманаха «Плавучий мост» (Waldemar Weber Verlag, Augsburg) та альманаха «Зарубежные задворки», що видається з 2013 року в Німеччині (Дюссельдорф). Друкується в США, кількох європейських країнах і Росії.
Створив і довгий час вів відділ «Антологія поезії» у чикагськом тижневику “Reklama”.
Учасник антології «45: русской рифмы победный калибр» (Видавництво АГРУС).
Вірші Вадима Молодого перекладалися англійською та ісландською мовами.
«Ні у яких союзах, об'єднаннях, студіях, клубах і ін. не перебуваю, ні до якої течії не примикаю, у конкурсах, чемпіонатах, змаганнях і поетичних боях участі не беру», — говорить про себе Молодий.
Найбільший вплив, за словами  Вадима Молодого, зробили на нього Фелікс Трохимович Михайлов, професор-психіатр Анатолій Кузьмич Ануфриєв, Михайло Леонович Гаспаров, отець Олександр  Мень і письменниця І. Грекова.
Літературній роботі Молодого дали високу оцінку Сергій Александровський, Євген Вітковський, Ксенія  Драгунська, Ольга Кольцова, Олександр Кузьменков і багато інших поетів та письменників.

## Головні публікації
Стихи. Чикаго: Art 40, 2010 (з ілюстраціями Бориса Заборова). ISBN 978-1-4507-1672-7
Споры с Мнемозиной. — М..: Водолей, 2013. ISBN 978-5-91763-130-1
Посвящения . — М..: Водолей, 2015. ISBN 948-1-5077-8262-0
Тебе. — Чикаго: 2016.  ISBN 580-1-8995-0005-0
Беспомощность земного языка. — Чикаго, 2015. ISBN 978-1-5194-5578-9
Точка <не>возврата. — М..: Водолей, 2018. ISBN 978-5-9176-3403-6

## З відгуків про творчість
«Це поет для досвідченого читача — не в силу формальних експериментів з віршем, словоутворення або витіюватих тропів. У В. М. практично немає ні того, ні іншого, ні третього… Зате Молодый наділений зором закоренілого сюрреаліста. Краще всього характеризувати його методу фразою Лорки: «результат перетасовування форм, сенсів і ролей, закріплених за предметами або ідеями в реальності»…

Молодий вимагає вдумливого, на межі екзегези, прочитання, — але хто обіцяв, що буде легко?»

Олександр Кузьменков. З передмови до книги Вадима Молодого «Посвящения».

«Вадим Молодий виріс як поет в руслі класичного розуміння поезії. У своїх віршах він з'являється носієм глибоко російській традиції говорити відразу про все – кожен вірш цей не лише «картинка з виставки», замальовка, емоційний сплеск, але і ланцюжки асоціацій, парафрази, приховані цитати, що посилають нас до попередників, у світову поезію і прозу. Це і розмова про мову, і відсилання до міфів Еллади, і ремінісценції Середньовіччя – синтез, симбіоз, органічна мова людини, для якої уся європейська (та і не тільки європейська) культура є природним місцем існування, рідним будинком, місцем, куди автор приходить для осмислення сучасного життя. <. . .>

Творчість Вадима Молодого елітарна та глибоко езотерична; він пише не про події зовнішнього світу, а про ту реальність, що виходить за межі фізичного буття, доторкнутися до якої дано небагатьом. Тому зрозуміти і оцінити його вірші зможе лише по-справжньому освічений і культурний читач, що усвідомлює ілюзорність і брехливість того, що «дано нам у відчуттях». Але в той же час це «розмови запросто», у яких «від малого до великого» і від низького до високого навіть не крок, а склад, тире, перенесення рядка…»

Ілля Будницький. З передмови до книги Вадима Молодого «Споры с Мнемозиной».

«Думається, читач зверне увагу на те, що часто-густо Вадим Молодий присвячує свої вірші не пам'яті поетів, що пішли звідси, а їм самим — немов вони, як і раніше, перебувають між тих, що живуть: «Георгію Іванову. Борису Поплавському» і так далі. Так само ставив колись присвячення мудрий вісник Володимир Соловйов — ненастирно підкреслюючи свою несхитну віру у безсмертя душі. Для Молодого це не механічно запозичений художній хід, а такий же тонкий поетичний прийом, що затверджує єдність буття земного з інобуттям: нерозривний - хай і не завжди відчутний, зв'язок різних шарів, з яких складається всесвіт…

Одна з особливостей, властивих творчості Молодого — віртуозне уміння користуватися літературною контамінацією, украплювати і "імплантувати" у свої тексти окремі рядки і фрагменти класичних творів, даючи загальновідомим думкам і образам нове і неждане звучання».

Сергій Александровський. «На темних стежках таємних вимірів» [Архівовано 14 серпня 2020 у Wayback Machine.].